# Krasiłówka (Ukraina)
Krasiłówka (ukr. Красилівка) – wieś na Ukrainie w rejonie tyśmienickim obwodu iwanofrankiwskiego nad rzeką Woroną. Liczy 646 mieszkańców.
W II Rzeczypospolitej miejscowość należała do gminy wiejskiej Markowce w powiecie stanisławowskim województwa stanisławowskiego